# روبرتو تشيبا
روبرتو تشيبا (بالإيطالية: Roberto Chiappa)‏ مواليد 11 سبتمبر 1973 في تيرني، إيطاليا، هو دراج إيطالي في صنف سباق الدراجات على المضمار. شارك في دورة الألعاب الأولمبية الصيفية.

## روابط خارجية
- روبرتو تشيبا على موقع أرشيف الدراجات (الإنجليزية)
- روبرتو تشيبا على موقع CycleBase (الإنجليزية)
- روبرتو تشيبا على موقع أوليمبيديا (الإنجليزية)